# وطن‌پرستی مشروطه

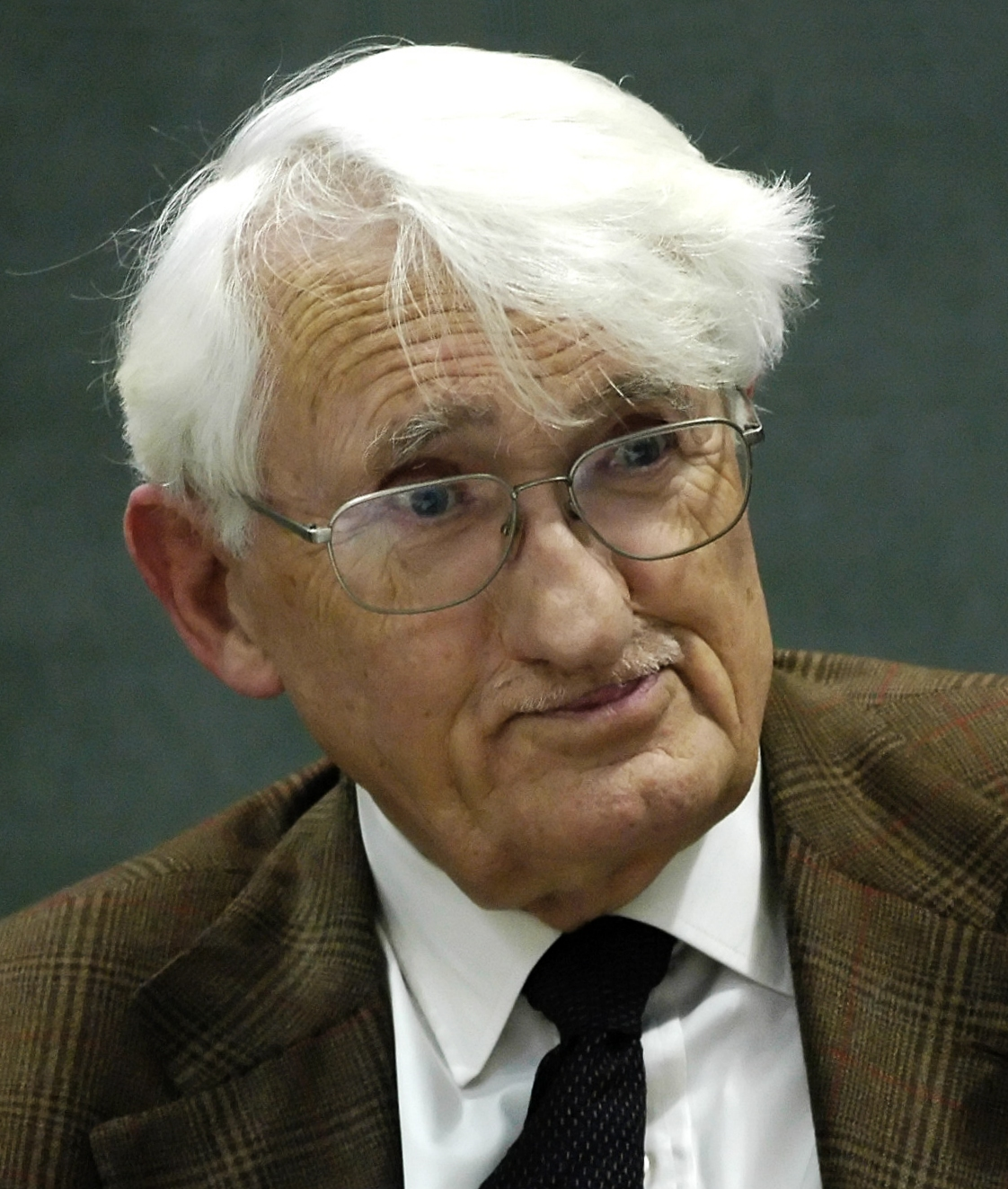
یورگن هابرماس که ایده‌های وطن‌پرستی مشروطه را به پیش برد.

وطن‌پرستی مشروطه (به آلمانی: Verfassungspatriotismus)، ایده‌ای است که مردم می‌بایست به نورم‌ها و ارزش‌های قانون اساسی کثرت‌گرایانه لیبرال دموکراتیک وابستگی سیاسی ایجاد کنند نه به یک فرهنگ ملی یا جامعه جهان‌وطنی. این متفکر با هویت پسا ملی‌گرا همراه است، چون مشابه با مفهوم ملی‌گرایی به نظر می‌رسد، با این تفاوت که مبتنی بر وابستگی به ارزش‌های قانون اساسی است نه فرهنگ ملی. در اصل، این تلاشی است برای مفهوم‌دهی دوباره به هویت‌گروهی با تمرکز بر تفسیر شهروندی به عنوان نوعی وفاداری فراتر از هویت قومی فرهنگی افراد است. نظریه‌پردازان بر این باورند که این متفکر نسبت به سایر انواع تعهدات مشترک، در یک کشور متنوع مدرن با زبان‌ها و هویت‌های گروهی مختلف، بیشتر قابل دفاع است. وطن‌پرستی مشروطه به‌صورت خاص با کشورهای دموکراتیک پسا ملی که در آن گروه‌های متعدد فرهنگی و قومی یک‌جا زندگی می‌کنند، ربط دارد. این نظریه در توسعه اتحادیه اروپا تأثیرگذار بوده و برای اروپاگرایی به‌عنوان مبنای کشورهای متعددی که مرتبط با یک ابراتحادیه ملی هستند، نقش کلیدی داشته‌است.

## ریشه‌های نظری
وطن‌پرستی مشروطه به اشکال مختلف تفسیر شده و مواضع مختلفی را ارائه می‌کند. از یک سو دیدگاهی وجود دارد که این مفهوم روش جدیدی برای شناخت هویت فراملی است؛ اما از سوی دیگر تمرکز روی درک وابستگی از نظر آزادی وجود دارد نه قومیت. بحث‌های گسترده‌ای شکل گرفته‌است که آیا وطن‌پرستی مشروطه به عنوان جایگزینی برای ملیت یا هویت سنتی خوانده شود؛ یا به عنوان توازن میان هر دو، که اجازه می‌دهد «تشریح گذرا از هویت سازگار با تنوع، ترکیب و کثرت‌گرایی دنیای مدرن ما» به‌دست آید. هم‌چنین نظریات متعددی وجود دارد مبنی بر این‌که آیا قبل از رسیدن به یک هویت اخلاقی، سیاسی نیاز به رسیدن به هویت‌گروهی است یا خیر.
مفهوم وطن‌پرستی مشروطه از آلمان غربی پس از جنگ جهانی دوم سرچشمه می‌گیرد: «یک «نیم ملت» با احساس ملیت عمیقاً در معرض خطر، به دلیل گذشته نازی بودن». در این محتوا، وطن‌پرستی مشروطه یک وسیله محافظتی و کشور محور برای مواجه شدن با خاطرات هولوکاست و ستیزه‌جویی رایش سوم بود. این مفهوم به فیلسوف لیبرال کارل یاسپرس بر می‌گردد، کسی که از نظریه مواجه‌کردن با گناه سیاسی آلمان پس از جنگ با «مسؤلیت جمعی» دفاع می‌کند. شاگرد او، دولف استرنبرگر به صراحت این مفهوم را در سی سالگی جمهوری فدرال (۱۹۷۹ میلادی) معرفی کرد. با این حال، وطن‌پرستی مشروطه با فیلسوف آلمانی یورگن هابرماس به شدت مرتبط است.

### استرنبرگر
استرنبرگر وطن‌پرستی مشروطه را به عنوان یک وسیله محافظتی می‌دانست تا ثبات سیاسی برای حفظ صلح در آلمان پس از جنگ دوم جهانی، تضمین گردد. او این مفهوم را به عنوان یک روش برای شهروندان معرفی کرد تا با حکومت دموکراتیک شناخته شده و بتوانند از خود در برابر تهدیدات داخلی و خارجی دفاع کنند. بنابراین، با تأکید روی دفاع و حفاظت از کشور، استرنبرگر وطن‌پرستی مشروطه را با مفهوم دموکراسی ستیزگر ربط داد. او با استفاده از ارسطوگرایی استدلال کرد که وطن‌پرستی از لحاظ سنتی با عواطف نسبت به ملت ربط ندارد. وطن‌پرستی مشروطه حالت توسعه یافته نظریه قبلی استرنبرگر Staatsfreundschaft (دوستی نسبت به کشور) است.

### هابرماس

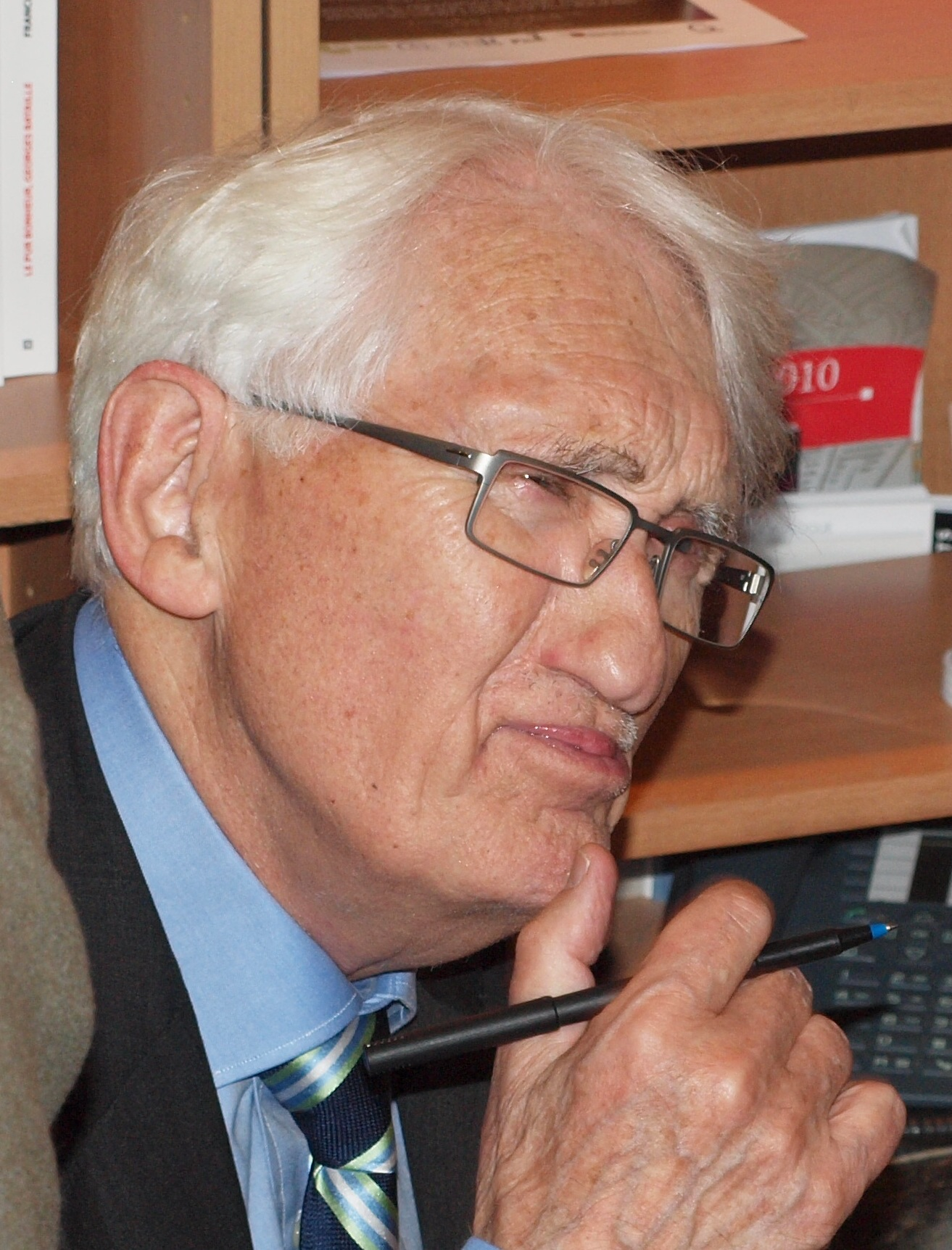
یورگن هابرماس

هابرماس در توسعه، زمینه‌سازی و انتشار نظریه وطن‌پرستی مشروطه به کشورهای انگلیسی زبان، نقش کلیدی را ایفا کرد. هابرماس، همانند سترنبرگر، وطن‌پرستی مشروطه را به عنوان یک تقویت روانی برای اصول سیاسی می‌دانست، با این حال «درحالی‌که وطن‌پرستی سترنبرگر بر محور سازمان‌های دیموکراتیکی می‌چرخید که ارزش دفاع داشتند، هابرماس بالای آن تمرکز داشت تا در میان شهروندان یک فضا برای استدلال فراهم شود».
آلمان غربی پس از جنگ زمینه را برای نظریه‌های هابرماس فراهم کرد. در جریان مناقشه تاریخ نویسان در اواخر دهه ۱۹۸۰، هابرماس بر علیه نورمال‌سازی «روی‌دادهای استثنائی تاریخی» (ظهور نازیسم و اتفاقات هولوکاست) جنگید. وطن‌پرستی مشروطه به عنوان یک راه متحدسازی آلمان‌های غربی، پیشنهاد هابرماس بود. از آن‌جایی که او نگران شکل‌دهی هویت آلمان از طریق تلاش‌ها برای بازگشت به غرور ملی سنتی بود، از آلمانی‌ها خواست تا «از نظریه دولت-ملت‌های متجانس قومی دور بروند». بنابراین «یک همتای داخلی به پیوند جمهوری فدرال به غرب شد؛ این نه تنها یک پیشرفت در جهت نشنلیزم سنتی آلمانی گردید، بلکه در عین زمان گامی به سوی غلبه بر آن بود». برای هابرماس، هویت آلمان پس از جنگ، وابسته به فهم و غلبه بر گذشته آن و قراردادن سنت‌ها در معرض انتقادها بود. این خاطره تاریخی برای وطن‌پرستی مشروطه ضروری بود.
هابرماس معتقد بود که یک هویت جمعی ملی دیگر در دنیای مدرن و جهانی شده ممکن نیست. او پیوند قومی را به عنوان بخشی از ملی‌گرایی قرن نوزده می‌دانست و معتقد بود که در عصر جدید مهاجرت بین‌المللی بی‌ربط است. بنابراین نظریه او بر این تفکر استوار بود که «وحدت نمادین یک فرد که از طریق خودآگاهی ساخته و حفظ شده‌است … به تعلق داشتن حقیقت نمادین یک گروه و امکان بومی‌سازی آن فرد در جهان این گروه، بستگی دارد؛ بنابراین یک هویت‌گروهی که از تاریخچه زندگی افراد فراتر می‌رود، پیش شرط هویت آن فرد است». در جهانی که دیگر شیفتگی ندارد، هویت‌های فردی و جمعی توسط ارزش‌های درونی نشنلیستی نه بلکه از آگاه شدن از «آنچه در روشنایی مسائل اخلاقی می‌خواهند و دیگران از آن‌ها توقع دارند» از یک موقعیت بی‌طرف شکل می‌گیرد.
او استدلال کرد که دولت-ملت اروپایی از این جهت موفق است که «یک حالت جدید مشروعیت را بر مبنای شکل جدید و انتزاعی‌تر یک پارچه‌گی اجتماعی ممکن ساخت» نه اجماع که صرفاً ارزش‌ها. هابرماس معتقد بود که پیچیدگی جوامع مدرن باید بر «اجماع روی طرزالعمل اعمال مشروع قوانین و اعمال مشروع قدرت» متکی باشد، نه صرفاً بر ارزشها.

## بحث فعلی
وطن‌پرستی مشروطه هنوز هم یک موضوع بحث‌برانگیز است که نظریه‌پردازان متعددی در مورد آن صحبت کرده و به بحث می‌پردازند. جان ورنر مولر راه هابرماس را دنبال می‌کند اما تلاش دارد تا وطن‌پرستی مشروطه را به یک چارچوبی وسعت دهد که بتواند در سراسر جهان اعمال شود. کالهون یک چارچوب رقابتی را به مولر پیشنهاد می‌کند که روی رابطه آن به جهان‌وطنی تأکید دارد. فوسوم در مورد تفاوت‌های موجود میان دو مفهوم وطن‌پرستی مشروطه بحث می‌نماید.